# Sony Ericsson Xperia X1
Das Xperia X1 ist das erste Modell in Sony Ericssons Xperia-Baureihe. Das Xperia X1 wurde erstmals auf dem Mobile World Congress 2008 vorgestellt.

## Basisdaten
Das X1 ist ein ARC-Slider mit Windows Mobile 6.1 Professional als Betriebssystem. Es ist Sony Ericssons erstes Smartphone mit Windows Mobile.
Das X1 besitzt ein 3" großen Touchscreen und eine vollwertige QWERTZ-Tastatur. Der WVGA-Display besitzt 65.536 Farben und ist in der Lage die Anzeige, bei geöffneter Tastatur, automatisch auf das Querformat umzustellen. Außerdem ist auf der Rückseite eine Kamera mit 3,2 Megapixeln angebracht, die Bilder mit einer Auflösung von 2048 × 1536 Pixeln und Videos mit 30 Bildern pro Sekunde und einer Auflösung von bis zu 640 × 480 Pixeln aufnehmen kann. Zusätzlich ist an der Vorderseite des Telefons eine kleine QCIF-Kamera für Videogespräche angebracht. Das X1 hat 512 MB internen Speicher, von dem noch etwa 400 MB für eigene Daten genutzt werden können. Der Speicher ist durch eine microSD-Speicherkarte auf max. 32 GB erweiterbar.
Das Gerät besitzt einen Qualcomm ARM 11 MSM7200A 528 MHz Dual Core CPU (die US-Version einen MSM7201A), mit 528 MHz Taktfrequenz. Der virtuelle Speicher beträgt 384 MB (256 MB Arbeitsspeicher + 128 MB Grafikspeicher).
- Schnittstellen: Mini-USB; W-LAN 802.11b/g; Bluetooth 2.1 mit A2DP
- Mobilfunk: EDGE und Quadband GSM; UMTS, HSDPA, HSUPA und HSCSD

Das X1 wird mit Opera Mobile als Web-Browser und Office Mobile ausgeliefert. Es unterstützt Push-Mail, RSS-Web-Feeds und Handschrifterkennung.
Es wurde im Auftrag von Sony Ericsson von HTC unter dem Namen Kovsky produziert, die mit dem HTC Touch Diamond bzw. HTC Touch Pro ein hardwareseitig sehr ähnliches Mobiltelefon auf dem Markt hatten.

## Spezifikationen

### Display
- 3"-Touchscreen mit einer Auflösung von 800 × 480 Pixeln (WVGA)
- 65.536 Farben starkes TFT-LCDisplay mit LED-Beleuchtung

### Gehäusefarben
Das X1 wurde in zwei Farben verkauft
- Solid Black
- Steel Silver

### Eckdaten
- Abmessungen: 110,0 × 53,0 × 16,7 mm; 4,33 × 2,09 × 0,66 Inch
- Gewicht mit Akku: 158 g

### Akku
Lithium-Polymer, 1500 mAh
Gesprächszeit:
- GSM: 10 h
- UMTS: 6 h
- Video Gespräch: 3 h

Standby:
- GSM: 500 h
- UMTS: 640 h

### Verbindung
Das XPERIA X1 unterstützt alle gängigen Übertragungsprotokolle, welche ein problemloses Streamen von Audio- und Videodaten ermöglichen.
Verbindungsmöglichkeiten:
- 3G Breitband
- HSDPA Downstream mit bis zu: 7,2 Mbit/s
- HSUPA Upstream mit bis zu: 2,0 Mbit/s
- WiFi
- Bluetooth Klasse II mit einer Reichweite von rund zehn Metern
- GPRS-Modem für die Einwahl ins Internet
- Synchronisation mit anderen PCs
- USB-Massenspeicher